# Louis Nganga
Louis Nganga (Ndeke-Mabela, 1923 – Lisala, 13 febbraio 2014) è stato un vescovo cattolico della Repubblica Democratica del Congo.

## Biografia
Nato nel 1923 da genitori animisti, si avvicinò al cattolicesimo durante gli studi elementari e ricevette il battesimo nel 1933. Si formò presso i missionari della Congregazione del Cuore Immacolato di Maria, nei seminari di Bolongo e Kabwe, e fu ordinato prete il 22 febbraio 1953.
Nel 1958 fu inviato in Belgio e completò la sua formazione presso i gesuiti dell'Istituto Lumen Vitae di Namur. Rientrato in patria, fu nominato parroco della cattedrale di Lisala e vicario generale della diocesi.
Il 18 aprile 1961 fu eletto vescovo titolare di Atira e ausiliare di Lisala, ricevendo la consacrazione episcopale il 9 luglio successivo.
Prese parte al Concilio Vaticano II come padre conciliare.
Il 25 novembre 1964 fu promosso vescovo di Lisala.
Nel 1966 fondò a Lisala la congregazione delle suore di Santa Teresa del Bambin Gesù.
Al compimento dei 75 anni di età, nel 1997 rinunciò al suo ufficio mantenendo il titolo di vescovo emerito di Lisala.

## Genealogia episcopale
La genealogia episcopale è:
- Cardinale Scipione Rebiba
- Cardinale Giulio Antonio Santori
- Cardinale Girolamo Bernerio, O.P.
- Arcivescovo Galeazzo Sanvitale
- Cardinale Ludovico Ludovisi
- Cardinale Luigi Caetani
- Cardinale Ulderico Carpegna
- Cardinale Paluzzo Paluzzi Altieri degli Albertoni
- Papa Benedetto XIII
- Papa Benedetto XIV
- Papa Clemente XIII
- Cardinale Marcantonio Colonna
- Cardinale Giacinto Sigismondo Gerdil, B.
- Cardinale Giulio Maria della Somaglia
- Cardinale Carlo Odescalchi, S.I.
- Cardinale Costantino Patrizi Naro
- Cardinale Lucido Maria Parocchi
- Papa Pio X
- Papa Benedetto XV
- Cardinale Willem Marinus van Rossum, C.SS.R.
- Arcivescovo Giovanni  Dellepiane
- Vescovo François Van den Berghe, C.I.C.M.
- Vescovo Louis Nganga